# 岩倉巻次
岩倉 巻次（いわくら まきじ、1894年1月15日 - 1970年5月5日）は、日本の実業家。イワクラ創業者。孫に苫小牧市長の岩倉博文がいる。

## 来歴
北海道倶知安町出身。1906年に倶知安尋常小学校を卒業した。1913年（大正2年）、造材薪炭業を開業する。当時の拠点は白老村（現・白老町）であった。
1928年に一時的に王子製紙山林部に所属。
1932年（昭和7年）に車両部を設け、木材運搬業を併業。1932年に業務拡張により本店を苫小牧市に移設する、1937年に長野県の林道工事を受注し竣工させた。
1941年（昭和16年）新冠村（現・新冠町）の国有林特売権を得たのを機に、地元の製材会社を買収し、製材事業を開始した。
1948年（昭和23年）に株式会社岩倉組となり社長に就任した。1949年に建築部を設置する一方、1950年には土建部を分離した。以降はホモゲン工場を日本各地に建設、東京都や名古屋市に支店を置き、大阪市や浜松市にも出張所を設置するなど業務を拡張した。
1959年（昭和34年）5月に土建部を分離独立し、岩倉組土建株式会社(現・岩倉建設)を設立した。1968年（昭和43年）岩倉海陸運輸を設立する。同年、岩倉組会長となる。
公職として、北海道木材協会副会長。1948年苫小牧商工会議所初代会頭。没後は苫小牧市名誉市民に選ばれた。